# Promontorium Laplace
Promontorium Laplace – przylądek na powierzchni Księżyca  o średnicy około 50 km. Promontorium Laplace znajduje się na współrzędnych selenograficznych ☾ 46,0°N 25,8°W/46,000000 -25,800000 na krańcu Montes Jura na styku Mare Imbrium i Sinus Iridum.
Nazwa grzbietu została nadana w 1935 roku przez Międzynarodową Unię Astronomiczną i pochodzi od Pierre'a Simona de Laplace'a (1749–1827), francuskiego matematyka, astronoma i fizyka.